# لئاندرو باکونا
لئاندرو باکونا (هلندی: Leandro Bacuna؛ زادهٔ ۲۱ اوت ۱۹۹۱) بازیکن فوتبال اهل هلند است.

## باشگاهی
از باشگاه‌هایی که در آن بازی کرده‌است می‌توان به استون ویلا، خرونینگن اشاره کرد.

## تیم ملی
وی همچنین در تیم ملی فوتبال زیر ۱۹ سال هلند، تیم ملی فوتبال زیر ۲۱ سال هلند و تیم ملی فوتبال کوراسائو بازی کرده‌است.